# Rhabdornis mystacalis
El rabdornis común  (Rhabdornis mystacalis) es una especie de ave paseriforme de la familia Sturnidae, propio del archipiélago de las Filipinas en el Océano Pacífico.

## Distribución y hábitat
Es endémico de las selvas de Filipinas, a no más de 1000 m de altitud.

## Subespecies
Se reconocen las siguientes:
- R. m. mystacalis (Temminck, 1825) - norte y centro-oeste de Filipinas
- R. m. minor Ogilvie-Grant, 1896 - centro-este y sur de Filipinas